# Ikechukwu Uche
Ikechukwu Uche (né le 5 janvier 1984 à Aba) est un footballeur international nigérian. Il joue au poste d'attaquant au Gimnàstic de Tarragone.
C'est le frère cadet du milieu de terrain Kalu Uche.
En langage Igbo, Ikechukwu signifie Pouvoir de Dieu.

## Biographie
Il est le meilleur buteur du Championnat d'Espagne de D2 lors de la saison 2005-2006 sous les couleurs du Recreativo de Huelva.
En juillet 2009, il signe un contrat de 4 ans et un transfert évalué à 5,5 M€ au Real Saragosse. Son salaire annuel est de 1,8 M€.
Il participe à la Coupe d'Afrique des nations 2008 et à la Coupe d'Afrique des nations 2013 avec l'équipe du Nigeria.

### Les premières années
Né à Aba, la carrière d’Uche commence dans son pays avec Amanze United et Iwuanyanwu Nationale. Âgé seulement de 18 ans, il débarque au Racing de Ferrol en deuxième division espagnole, apparaissant dans 24 matchs dès sa deuxième saison.
Uche rejoint ensuite un autre club de son pays d’adoption, le Recreativo de Huelva, pour un montant de 300 000 euros, marque 12 buts dans sa première année, puis devient le meilleur buteur de la ligue lors la campagne 2005-06 à 22 ans en seulement 28 apparitions, ce qui permet aux Andalous de remonter - en tant que champions - en Liga après une absence de trois ans.
Durant sa première saison en Liga, Uche marque à huit reprises ;  il marque notamment au cours de trois matchs consécutifs en novembre 2006 (avec des victoires au Celta de Vigo et contre le CA Osasuna), aidant le Recreativo à terminer huitième du classement.
Pour la saison 2007-08, Uche rejoint le Getafe CF, où il est principalement remplaçant. Le 29 novembre 2008, lors d’un remplacement, il marque lors de la victoire 3-1 à domicile face au Real Madrid.

### Real Saragosse
En juillet 2009, le Real Saragosse, tout juste promu dans l'élite, parvient à faire signer Uche, sous réserve médicale. Il est présenté officiellement le 22, et signe pour quatre ans ;  lors de son deuxième match, une défaite 1-4 face au Séville FC, il subit une grave blessure au genou, qui lui fait manquer sept mois. 
Uche est complètement rétabli pour la pré-saison 2010-2011 de Saragosse. Toutefois, il subit rapidement une autre blessure au genou, et doit se retirer des terrains pour six mois supplémentaires ; son retour en jeu a lieu le 19 février 2011, pendant 20 minutes lors d’une défaite 0-1 à domicile contre l'Atlético de Madrid, marquée par une frappe sur les poteaux de David de Gea dans les dernières minutes du match, après un effort individuel. 
Le 2 mars 2011, Uche est titulaire pour la première fois de la saison, à domicile contre l'Athletic Bilbao. Lors de la 55e minute, il marque le but décisif 2-1 pour les Aragonais - son premier but depuis mai 2009 - et pleure abondamment alors qu'il le célèbre.

### Villarreal
Au dernier jour de la fenêtre de transfert de l'été 2011, Uche est acheté par Villarreal CF, pour être immédiatement prêté au Grenade CF. Le 17 septembre, il marque le seul but du match contre l'équipe qui détient ses droits, dans un match à domicile. 
De retour au sous-marin jaune, Uche mène son équipe à l'accession en Liga BBVA. Le 6 janvier 2014, de retour en élite, il marque son premier hat-trick en tant que professionnel lors d'une victoire 5-2 face au Rayo Vallecano. 

### Carrière internationale
Uche fait ses débuts pour la sélection nigériane en 2007. Il fait partie de l'équipe qui participe à la Coupe d'Afrique des nations 2008 au Ghana, où les Super Eagles atteignent les quarts de finale.
Uche fait partie de l'équipe de 23 joueurs pour la Coupe d'Afrique des Nations 2013 qui voit le triomphe des Super Eagles. Uche prend part à 4 matchs, dont la finale.

## Palmarès

### En sélection nationale
- Vainqueur de la CAN en 2013.

### En club
Recreativo de Huelva
- Vainqueur de la Liga Adelante : 2006

 Getafe CF
- Finaliste de la Coupe d'Espagne : 2008

### Distinctions personnelles
- Pichichi (meilleur buteur) de la Liga Adelante en 2006